# Theophilus Shepstone
Pour les articles homonymes, voir Shepstone.
Sir Theophilus Shepstone (8 janvier 1817 – 23 juin 1893) était un haut fonctionnaire britannique en Afrique du Sud. Il est notamment connu pour le rôle qu’il a joué dans l’annexion du Transvaal par la couronne britannique en 1887.

## Jeunesse et formation
Theophilus Shepstone est né à Westbury-on-Trym près de Bristol en Angleterre. Alors qu’il n‘avait que trois ans, son père, le Révérend  William Shepstone, émigra dans la colonie du Cap, en Afrique du Sud. Il passa toute son enfance et son adolescence dans la station missionnaire où travaillait son père, et vécut au contact direct des indigènes auprès desquels il acquit une parfaite connaissance de plusieurs langues locales. En raison de ses compétences linguistiques, il servit comme interprète au quartier général du gouverneur Sir Benjamin d'Urban pendant la guerre contre les Xhosa en 1835 puis, à la fin de la campagne, il resta travailler dans le service des affaires indigènes.

## Fonctionnaire auNatal
En 1838, il fit partie de la colonne envoyée depuis Le Cap pour occuper Port-Natal, aujourd'hui Durban. En 1839, lorsque la colonne fut rappelée, Shepstone fut nommé résident britannique auprès des Fingo et d’autres tribus de la région du Kaffraria. Il demeura à ce poste jusqu’à ce que le Natal devienne une entité administrative et que les  lois britanniques soient complètement appliquées.  Il occupa alors différents postes au Natal : agent des affaires indigènes (1845), capitaine-général du service des impôts indigènes (1848), assesseur judiciaire (1855) puis, de 1856 à 1877, secrétaire des affaires indigènes du nouveau gouvernement du Natal et membre des conseils exécutif et législatif. Cette longue période consacrée aux affaires indigènes, pendant laquelle il travailla avec le missionnaire français François Coillard, lui permit d’avoir une grande influence parmi les indigènes qui l’appelaient d’ailleurs « père ». Il n’y eut ainsi qu’une seule révolte sérieuse contre le pouvoir blanc en 1893. Sa politique était essentiellement marquée par la volonté de maintenir toutes les coutumes indigènes qui  ne heurtaient pas les principes humanitaires et de ne pas chercher à imposer le modèle de la civilisation occidentale. 
Pendant cette période, le gouvernement du Natal lui confia aussi, en 1861, une mission diplomatique auprès du roi Zulu  Mpande kaSenzangakhona puis, douze ans plus tard, auprès de son successeur, Cetshwayo, pour lui demander de rester en paix avec ses voisins. Il accomplit également deux missions à Londres, en 1874 et en 1876, toujours dans le cadre des affaires indigènes.

## Diplomate auTransvaal
Lors de sa mission à Londres en 1876, le secrétaire aux colonies, le comte de Carnarvon, lui confia une commission spéciale pour négocier avec l’exécutif du Transvaal le projet de création d’une fédération des États d’Afrique du Sud, avec le pouvoir d’annexer si nécessaire le pays, la décision étant soumise à confirmation du gouvernement britannique.
Shepstone se rendit à  Pretoria en janvier 1877 et, le 12 avril, il proclama l’autorité du Royaume-Uni sur le Transvaal. Pour accomplir cette mission, il n’avait avec lui que vingt-cinq policiers montés, mais il ne rencontra aucune opposition car la république du Transvaal était alors dans une situation qui frisait l’anarchie. L’action de Shepstone fut jugée prématurée par certains, mais il avait toutefois raison de penser si le Royaume-Uni était resté inactif, l’Allemagne aurait offert sa protection au Transvaal. Il resta à Pretoria où il exerça les fonctions d’administrateur du Transvaal jusqu’en janvier 1879. Qualifié de Talleyrand africain par certains, il semble que la révolte des Boers en 1880-1881 n’aurait pas eu lieu si la politique d’autonomie qu’il avait mis en place lors de l’annexion avait été poursuivie.
En mai 1879, Shepstone se rendit à Londres pour rendre compte de son action au gouvernement britannique. À son retour au natal en 1880, il se retira des affaires publiques et se consacra entièrement à la vie des églises du Natal tout en accomplissant occasionnellement quelques missions diplomatiques auprès des Zoulous. Shepstone mourut à Pietermaritzburg le 23 juin 1893. Il était marié et père de six garçons et de six filles.

## Mémoire
Bien que sa mémoire ait été unanimement célébrée à l’époque par les Britanniques et les Sud-africains, les historiens sud-africains lui reprochent aujourd’hui sa politique négative à l’égard des Zoulous. Il aurait en effet été le promoteur de l’invasion du royaume Zulu par le Natal et le Transvaal afin de permettre à ces deux États d’avoir accès à une réserve de main d’œuvre pour laquelle la demande était de plus en plus importante. On peut noter d’ailleurs que ses relations avec l’évêque Colenso du Natal, connu pour sa défense des indigènes contre les empiètements des blancs, s’espacèrent graduellement lorsque Colenso se rendit compte que Shepstone exerçait une influence négative sur les affaires zoulous. 

## Référence
- Jeff Guy - The Destruction of the Zulu Kingdom – Pietermartizburg, University of Natal press, 1994.

## Source
Traduction de l'article Wikipedia en anglais.